# 대한민국 제14대 대통령 선거 대구직할시
이 문서는 대한민국 제14대 대통령 선거의 대구직할시 지역 개표 결과이다.

## 개표 결과

### 중구
|  | 59.96% |

|  | 19.69% |

|  | 11.00% |

|  | 7.77% |

|  | 1.23% |

|  | 0.23% |

|  | 0.09% |

### 동구 갑
|  | 57.70% |

|  | 19.57% |

|  | 12.93% |

|  | 8.11% |

|  | 1.30% |

|  | 0.26% |

|  | 0.09% |

### 동구 을
|  | 57.65% |

|  | 19.85% |

|  | 12.52% |

|  | 8.37% |

|  | 1.13% |

|  | 0.30% |

|  | 0.14% |

### 서구 갑
|  | 59.29% |

|  | 19.58% |

|  | 11.80% |

|  | 7.99% |

|  | 0.97% |

|  | 0.27% |

|  | 0.06% |

### 서구 을
|  | 60.90% |

|  | 18.76% |

|  | 11.00% |

|  | 7.82% |

|  | 1.06% |

|  | 0.30% |

|  | 0.13% |

### 남구
|  | 59.73% |

|  | 19.11% |

|  | 11.93% |

|  | 7.77% |

|  | 1.17% |

|  | 0.18% |

|  | 0.07% |

### 북구
|  | 60.73% |

|  | 18.47% |

|  | 11.58% |

|  | 7.69% |

|  | 1.14% |

|  | 0.26% |

|  | 0.10% |

### 수성구 갑
|  | 58.93% |

|  | 20.15% |

|  | 11.99% |

|  | 7.54% |

|  | 1.09% |

|  | 0.19% |

|  | 0.07% |

### 수성구 을
|  | 60.64% |

|  | 19.38% |

|  | 11.04% |

|  | 7.61% |

|  | 1.05% |

|  | 0.17% |

|  | 0.07% |

### 달서구 갑
|  | 59.27% |

|  | 19.68% |

|  | 11.95% |

|  | 7.73% |

|  | 0.99% |

|  | 0.24% |

|  | 0.10% |

### 달서구 을
|  | 59.90% |

|  | 19.80% |

|  | 11.27% |

|  | 7.80% |

|  | 0.92% |

|  | 0.19% |

|  | 0.09% |

## 전체 결과
|  | 59.59% |

|  | 19.39% |

|  | 11.74% |

|  | 7.82% |

|  | 1.10% |

|  | 0.23% |

|  | 0.09% |

민주자유당 김영삼 후보가 과반이 넘는 59.59%의 득표율을 기록하면서 대구직할시에서 1위를 기록했다. 3당 합당을 통해 대구경북 지역의 기반을 가진 민주자유당 후보로 대선에 출마하면서 이번 대선에서는 대구 지역에서 승리를 거둘 수 있었다.
통일국민당 정주영 후보는 19.39%의 득표율로 2위를 차지했다.
신정치개혁당 박찬종 후보는 11.74%의 득표율로 3위를 차지했다. 박찬종 후보는 10% 이상의 득표율을 올리면서 전국에서 가장 높은 성적을 받게 되었다.
민주당 김대중 후보는 7.82%의 득표율에 머무르면서 4위를 차지했다. 그래도 2%대에 머물렀던 지난 대선 당시의 결과 보다 더 좋은 결과를 기록했다.

### 주요 후보 결과
| 지역      | 김영삼 | 김영삼 | 김대중 | 김대중 | 정주영 | 정주영 | 박찬종 | 박찬종 |
| 지역      | 득표수 | 득표율 | 득표수 | 득표율 | 득표수 | 득표율 | 득표수 | 득표율 |
| --------- | ------ | ------ | ------ | ------ | ------ | ------ | ------ | ------ |
| 중구      | 42,989 | 59.96% | 5,571  | 7.77%  | 14,120 | 19.69% | 7,890  | 11.00% |
| 동구 갑   | 61,370 | 57.70% | 8,635  | 8.11%  | 20,817 | 19.57% | 13,759 | 12.93% |
| 동구 을   | 47,351 | 57.65% | 6,875  | 8.37%  | 16,308 | 19.85% | 10,287 | 12.52% |
| 서구 갑   | 60,350 | 59.29% | 8,135  | 7.99%  | 19,936 | 19.58% | 12,013 | 11.80% |
| 서구 을   | 54,552 | 60.90% | 7,010  | 7.82%  | 16,809 | 18.76% | 9,855  | 11.00% |
| 남구      | 79,591 | 59.73% | 10,363 | 7.77%  | 25,465 | 19.11% | 15,905 | 11.93% |
| 북구      | 99,721 | 60.73% | 12,637 | 7.69%  | 30,339 | 18.47% | 19,013 | 11.58% |
| 수성구 갑 | 61,169 | 58.93% | 7,836  | 7.54%  | 20,923 | 20.15% | 12,447 | 11.99% |
| 수성구 을 | 64,513 | 60.64% | 8,102  | 7.61%  | 20,619 | 19.38% | 11,746 | 11.04% |
| 달서구 갑 | 58,654 | 59.27% | 7,657  | 7.73%  | 19,477 | 19.68% | 11,832 | 11.95% |
| 달서구 을 | 59,985 | 59.90% | 7,820  | 7.80%  | 19,829 | 19.80% | 11,290 | 11.27% |

민주자유당 김영삼 후보가 대구직할시 내 전 지역에서 과반을 달성하면서 완벽한 승리를 거두었다. 특히 수성구 을, 북구 등에서는 60% 이상의 득표율을 기록하기도 했다.
통일국민당 정주영 후보는 모든 지역에서 2위를 거두었다. 정주영 후보가 가장 큰 지지를 받은 곳은 수성구 갑 지역으로 이 지역에서 정주영 후보는 20% 이상의 득표율을 기록했다.
신정치개혁당 박찬종 후보는 전 지역에서 10% 이상의 득표율을 기록하는데 성공했다.
민주당 김대중 후보는 전 지역에서 7~8%대 득표율에 머물렀다.

## 같이 보기
- 대한민국 제14대 대통령 선거